# Эскос, Эспен
Эспен Андреас Эскос (норв. Espen Andreas Eskås; род. 24 июня 1988, Осло) — норвежский футбольный судья. Судья ФИФА с 2017 года.

## Карьера
Эспен Эскос проводит матчи в норвежском элитном футбольном дивизионе с сезона 2015 года.
С 2017 года включен в список арбитров ФИФА и судит международные футбольные матчи.
В сезоне 2019/20 годов Эспен впервые отработал главным арбитром матча Лиги Европы УЕФА между Б-36 из Торсхавна и эстонским Нымме-Калью (1:2), а в сезоне 2022/23 года впервые судил матч Лиги чемпионов УЕФА. Также работал на матчах Лиги Наций УЕФА, отборочных матчах чемпионата Европы 2020 года, отборочных матчах чемпионата мира по футболу 2022 года и товарищеских встречах.
На чемпионате Европы среди юношей до 17 лет, который состоялся в Ирландии в 2019 году Эскос отсудил четыре встречи, включая финал между Нидерландами и Италией (4:2). Он был четвёртым арбитром в бригаде судей на чемпионате Европы среди юношей до 21 года в 2021 году, который состоялся в Словении и Венгрии.